# نبرد آندروس (۲۴۶ پ.م)
نبرد آندروس یک نبرد دریایی نامشخص در طی جنگ سوم سوری بود. علیرغم برتری عددی، ناوگان مصری که احتمالاً توسط سوفرون افسوسی فرماندهی می‌شد، از ناوگان مقدونی به رهبری آنتیگون دوم شکست خورد. ناخدای مصری بطلمیوس آندروماچو، برادر ناتنی فرعون، کشتی و خدمه خود را از دست داد و به سختی توانست به افسوس بگریزد. تاریخ دقیق نبرد نامشخص است، اما به‌طور تقریبی سال ۲۴۶/۲۴۵ پ.م را برای آن در نظر می‌گیرند. در پی این نبرد، پادشاه مصر بطلمیوس سوم، سلطه بر اتحادیه جزیره‌نشینان را به آنتیگون دوم واگذار کرد.